# Haus Bergstraße 62

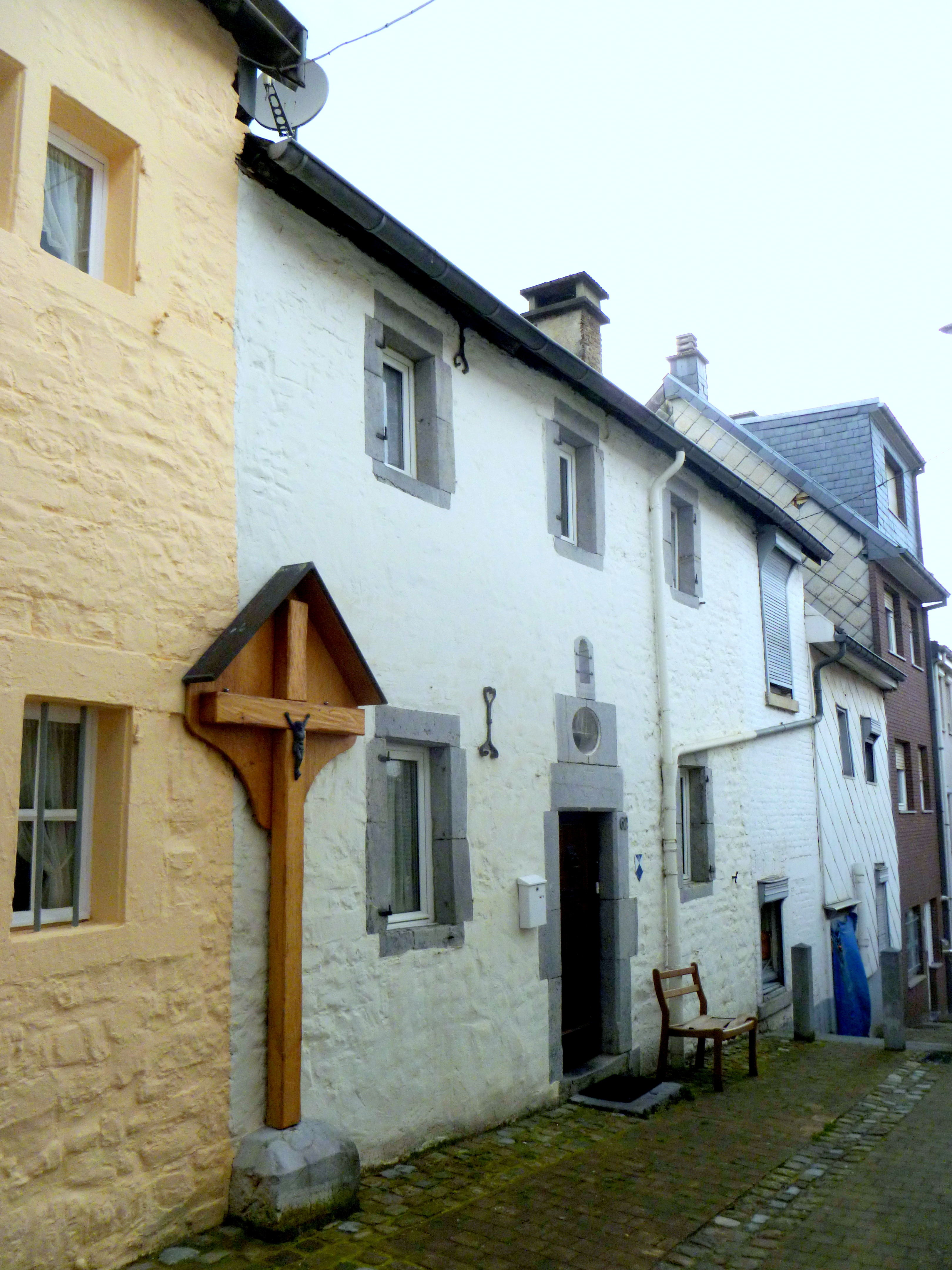
Fassade des Hauses Bergstraße 62

Das Haus Bergstraße 62 ist ein Wohnhaus in der belgischen Stadt Eupen. Das einfache Arbeiterhaus im Berggässchen wurde 1720 erbaut und ist seit dem 26. Mai 2005 als Kulturdenkmal geschützt. Am 19. Juli 2013 wurde der Erlass von 2005 dahingehend abgeändert, dass das Haus mit den umgebenden Gebäuden und Rückgebäuden, den Gebäuden am Beginn der Neustraße und Hausfassaden der Straße Am Berg in einen Denkmal-„Schutzbereich“ aufgenommen wurde.
Das Bauwerk dient heute noch als Wohnhaus.

## Lage
Das Haus liegt mit seiner denkmalgeschützten Ostfassade an einem sehr schmalen und steilen Teil der alten Bergstraße, die heute als Berggässchen ausgeschildert ist. Bis 1860 war es der einzige Fahrweg zwischen Ober- und Unterstadt. Heute führt die Bergstraße an der Westfassade des Hauses vorbei.
Das südlich anschließende Haus etwa gleichen Alters steht seit 1986 unter Denkmalschutz.

## Beschreibung
Das zweigeschossige, „bescheidene Arbeiterhaus“ wurde aus Blau- und Bruchstein errichtet. Die gestrichene Fassade hat drei symmetrisch angelegte Achsen. Die Rechteckfenster haben eine dünne Gewandung, ihre ehemalige Teilung und die Läden sind nicht mehr vorhanden. Die Maueranker haben Voluten und sind schwarz gestrichen. Der Eingang zeigt einen geraden Sturz, dieser und die Pfosten sind abgefast. Im Sturz sind in einem Wappen im Flachrelief die Initialen und das Datum „IHCR 1720“ angebracht. Über dem Sturz befindet sich ein ovales Ochsenauge unter einer fein gearbeiteten Muschelnische mit der Inschrift in Kapitälchen: „O • Stella • Maris •/ Avxillare • nobis“. Material ist der ortsübliche Blaustein. Die Heiligenfigur ist entfernt worden. An der Grenze zum Nachbarhaus Nummer 64 befindet sich ein Christus am Kreuz unter einem Wetterdach. Der Sockel ist ein großformatiger, abgefaster Blausteinklotz.
Die Fassade wurde später nach Norden um ein sehr schmales zweiachsiges Haus verlängert.
Das Satteldach ist mit Ziegeln eingedeckt. Die Rückfassade in Sandbruch- und Blaustein zur neuen, tiefer liegenden Bergstraße zeigt drei Geschosse. Die Tür und eine Fensteröffnung im Kellergeschoss sind zugemauert. Die halbhohe Kellerluke ist der einzig übrig gebliebene Eingang. Im Mittelgeschoß befanden sich sechs paarweise gekuppelte Blausteinfenster. Ihre Gewände sind aus verschiedenen Teilen zusammengesetzt und abgefast. Nach Vergrößerung der Fenster wurden die Stürze und Sohlbänke mit Eisen geklammert. Die Maueranker haben S-Form. Die beiden Fenster im oberen Geschoss haben eine neuere Umrandung aus Blaustein. Ihre Läden sind ebenfalls nicht mehr vorhanden.

Ansichten und Details
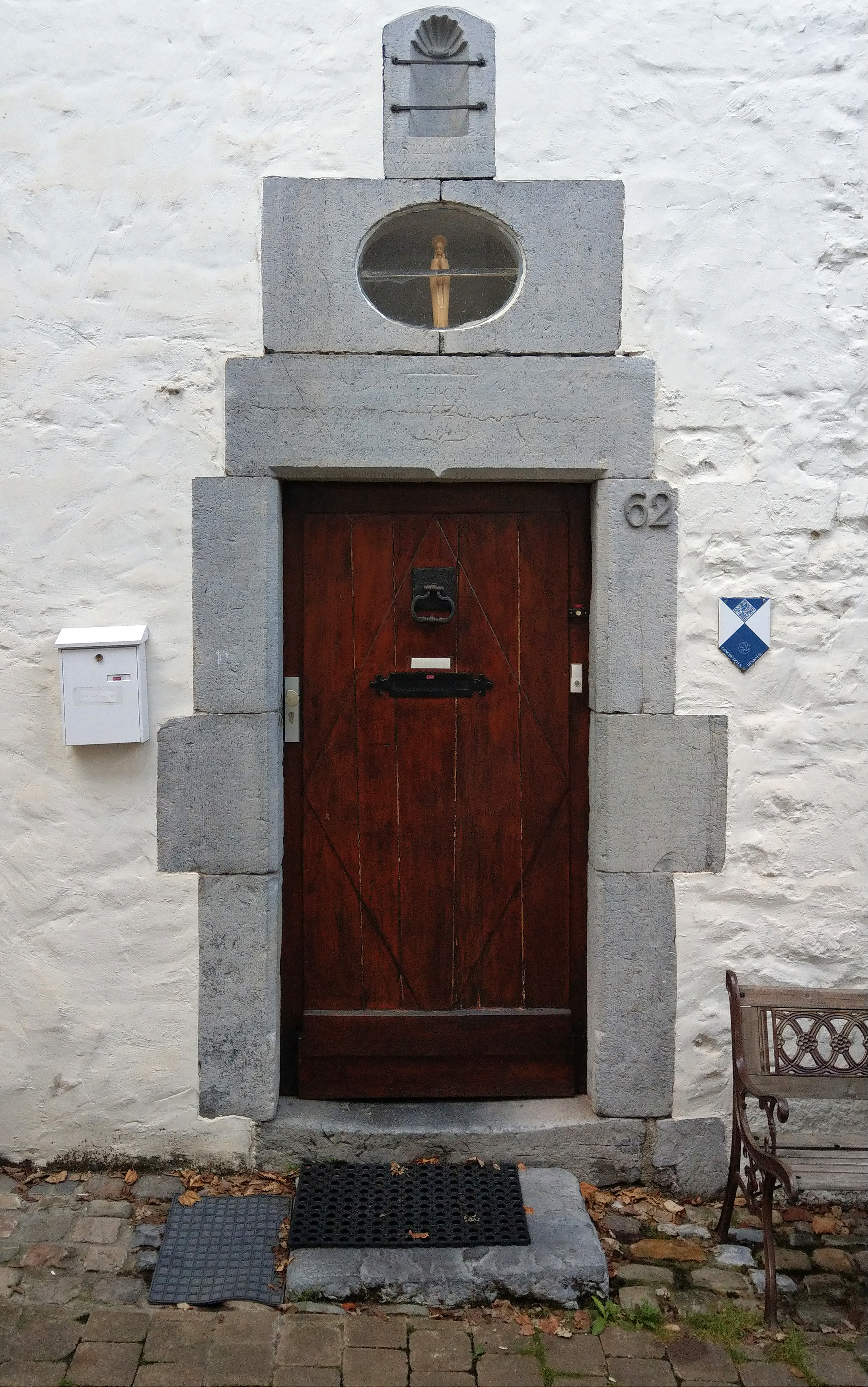
Türsituation
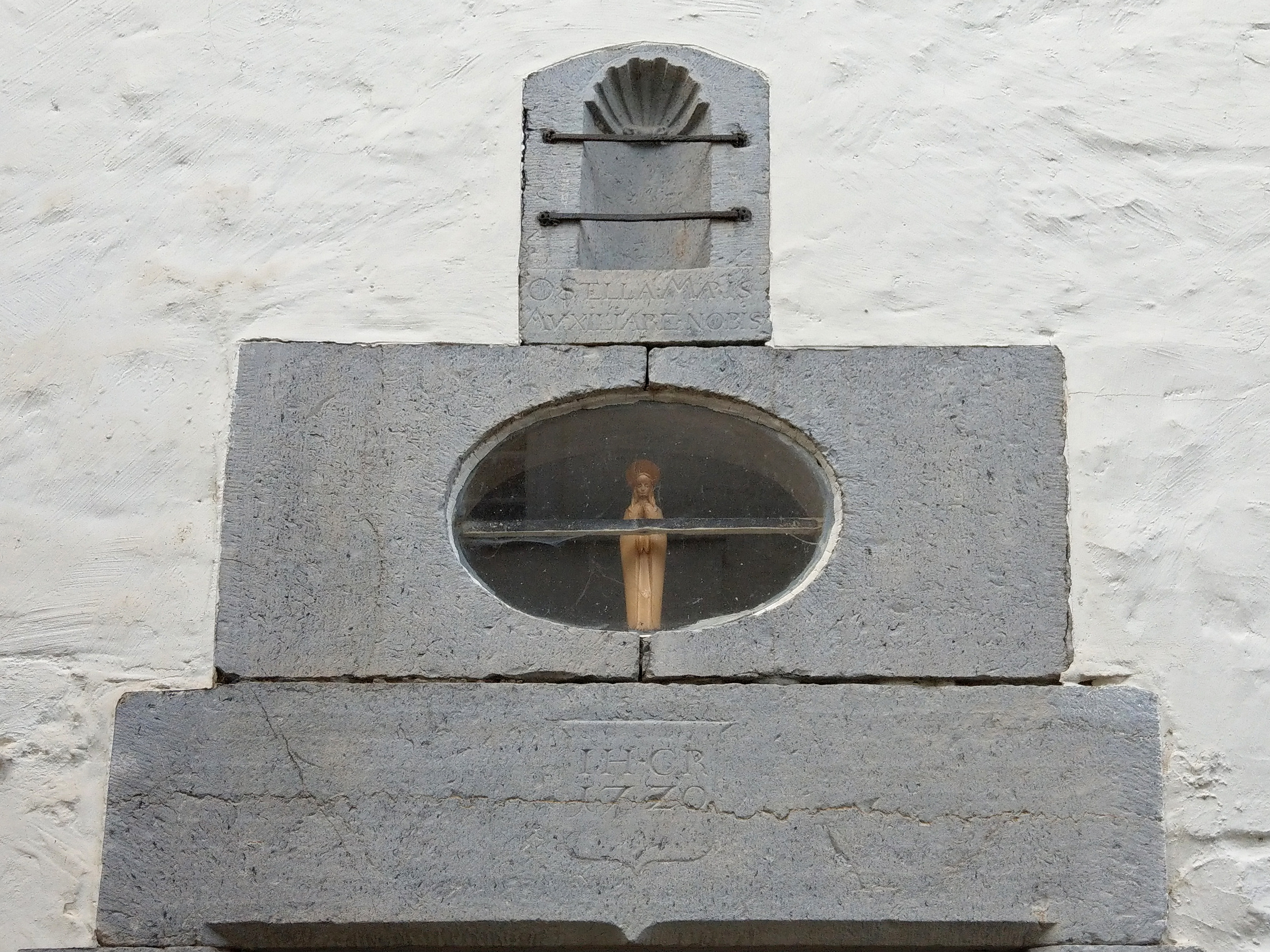
Sturz, Ochsenauge und Muschelnische
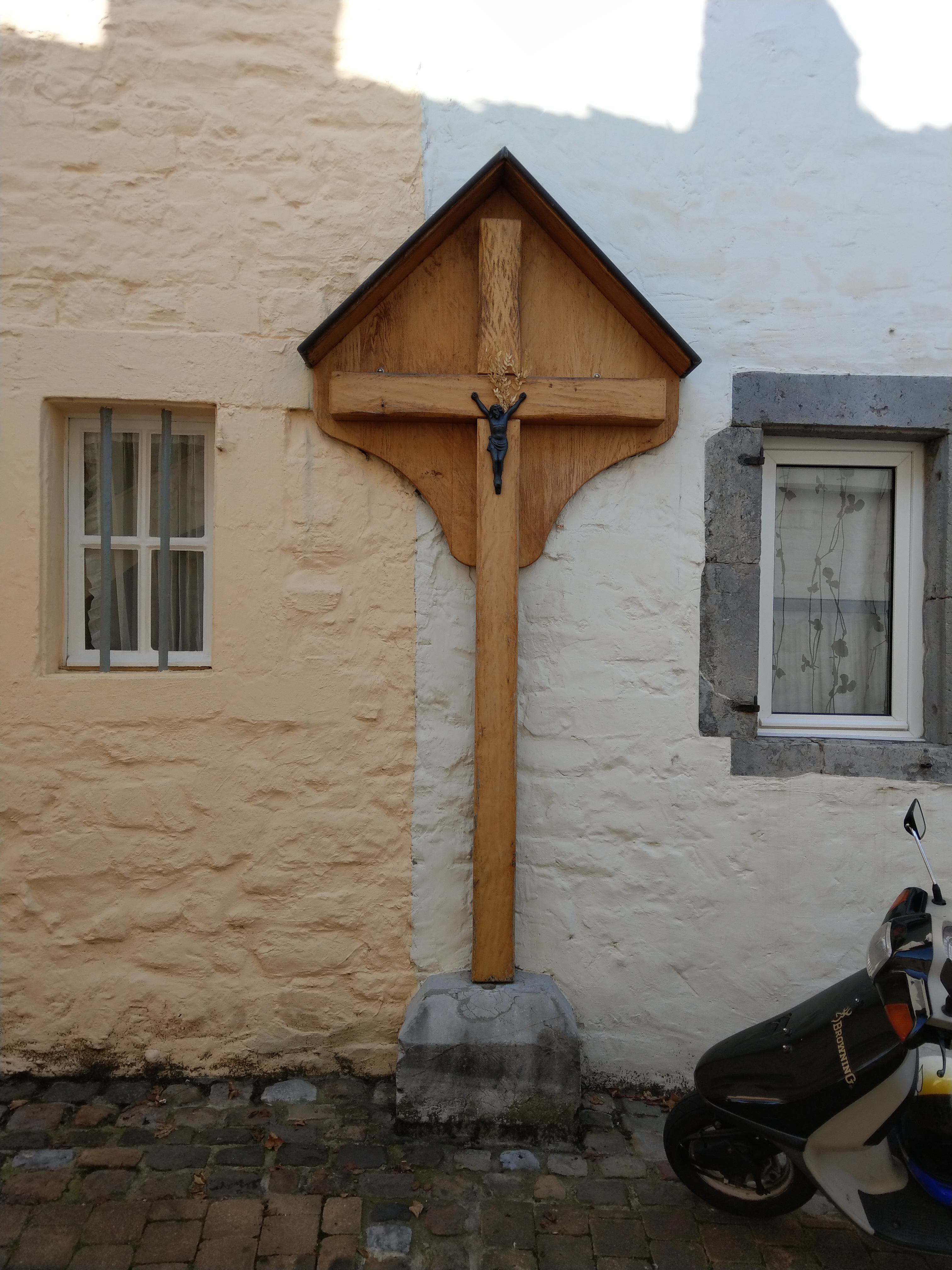
Kreuz vor Nr. 62 (weiß)
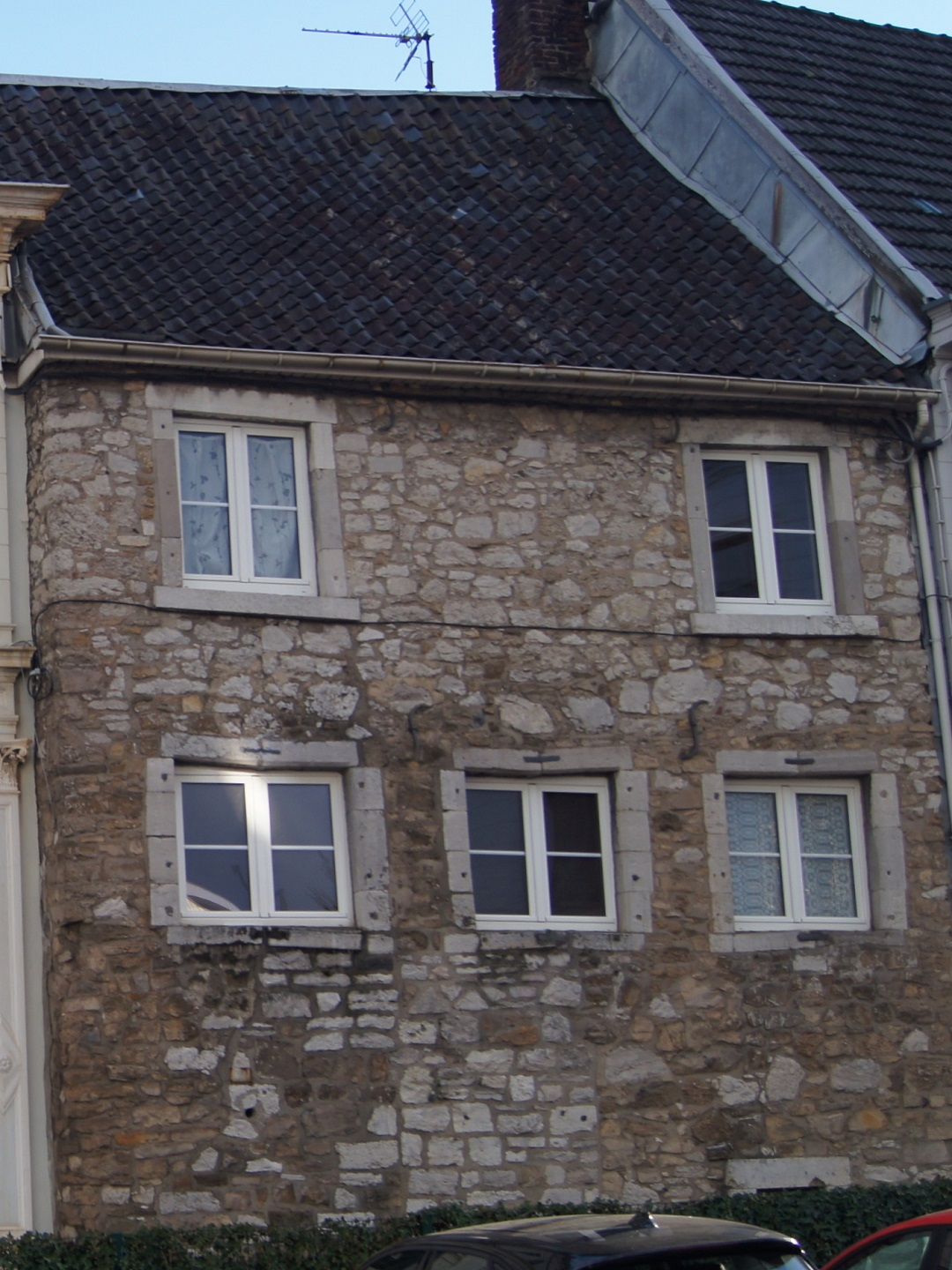
Westfassade
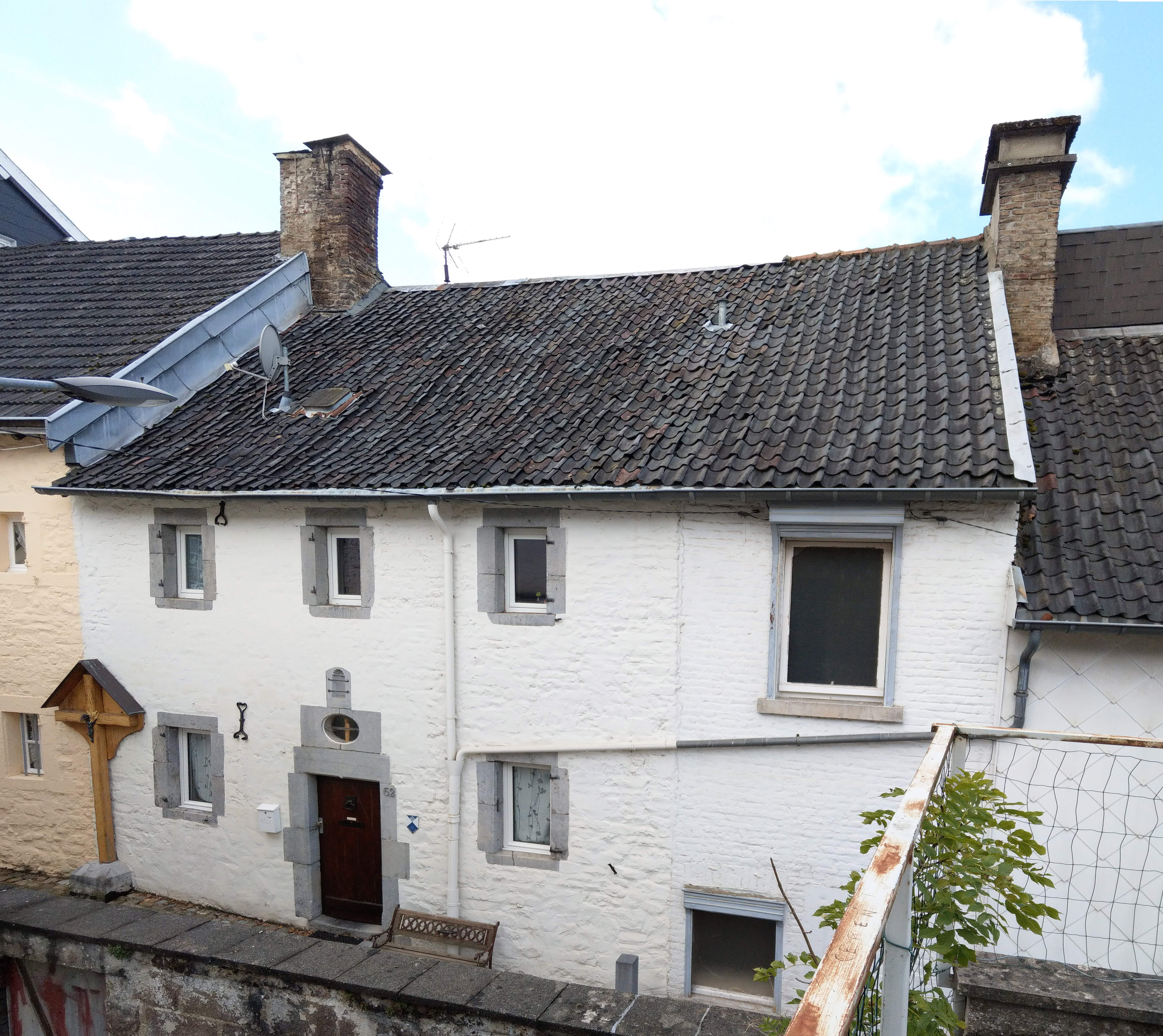
Ansicht von oben